# Begraafplaats van Wimereux
De Begraafplaats van Wimereux is een gemeentelijke begraafplaats in de Franse gemeente Wimereux (Pas-de-Calais). De begraafplaats ligt aan de Rue Jean Moulin op 500 m ten noorden van het gemeentehuis. Ze werd aangelegd op een hellend terrein dat afloopt naar de vallei van de Wimereux.

## Britse oorlogsgraven
Op de begraafplaats ligt een Brits militair perk met gesneuvelden uit de Eerste en Tweede Wereldoorlog. Het perk ligt in het zuidoostelijke deel van de begraafplaats en werd ontworpen door Charles Holden en William Cowlishaw. Omdat het terrein op een helling ligt werd het met verschillende niveaus aangelegd. Centraal staat het Cross of Sacrifice en de Stone of Remembrance bevindt zich aan de linkerzijde langs de noordoostelijke begrenzing. De grafstenen liggen plat in de grond wegens de onstabiele ondergrond op deze plek.
De begraafplaats telt 3.017 graven uit de Eerste Wereldoorlog en 14 uit de Tweede Wereldoorlog. Twee graven van officieren uit de Eerste Wereldoorlog hebben een private grafzerk.
De graven worden onderhouden door de Commonwealth War Graves Commission waar ze geregistreerd staan onder Wimereux Communal Cemetery.

## Geschiedenis

### Eerste Wereldoorlog
Gedurende de hele oorlog was het hoofdkwartier van het Queen Mary's Army Auxilliary Corps en in 1919 zelfs het Algemeen Hoofdkwartier van het Britse leger in Wimereux gevestigd. Vanaf oktober 1914 werden in de omgeving van Wimereux en Boulogne belangrijke hospitalen gebouwd om de gewonden en zieken op te vangen. Het zuidoostelijke deel van de gemeentelijke begraafplaats van Wimereux werd tot juni 1918 gebruikt om de overledenen te begraven. Enkele van hen liggen ook tussen de burgerlijke graven. Vanaf juni 1918 was er geen plaats meer en werden de overleden uit de hospitalen van Wimereux naar de begraafplaats in Terlincthun (Terlincthun British Cemetery) overgebracht.

### Tweede Wereldoorlog
Het Britse Hoofdkwartier was vóór de evacuatie van het British Expeditionary Force in juni 1940, in Boulogne en kortstondig in Wimereux gevestigd. Daarna werd Wimereux door de Duitse troepen bezet en werd het Hoofdkwartier van de Marine er gestationeerd. Na de landing van de geallieerde legers in juni 1944, werd de stad op 22 september 1944 bevrijd door het Canadian 1st Army.
Er worden nu 2.330 Britten (waaronder 2 niet geïdentificeerd), 220 Canadezen, 208 Australiërs, 79 Nieuw-Zeelanders en 10 Zuid-Afrikanen herdacht. Er liggen ook 170 Duitsers en 5 Fransen begraven.

## Graven
- John McCrae, luitenant-kolonel bij het Canadese Expeditieleger, was arts tijdens de veldslagen om Ieper en schreef het beroemde gedicht In Flanders Fields.[1] Hij overleed op 28 januari 1918 aan de gevolgen van een long- en hersenvliesontsteking.
- Margaret Ellen Evans, Nita Madeline King, Barbara Esmee St.John en Rubie Pickard (geb. Stepney) waren vrijwilligster bij het Voluntary Aid Detachment (VAD).
- Alice Hilda Lancaster, verpleegster bij de Territorial Force Nursing Service. Zij verdronk tijdens het zwemmen op 3 juni 1918. Zij was 35 jaar.
- W. Wallis verpleegster bij de British Red Cross Society stierf op 19 mei 1917.
- Christina Murdoch Wilson, Myrtle Elisabeth Wilson, Emily Helena Cole, Isabella Lucy May Duncan en Jessie Olive Hockey waren verpleegsters bij de Queen Alexandra's Imperial Military Nursing Service.

### Onderscheiden militairen
- Ernest Jackson, majoor bij de Royal Engineers werd onderscheiden met de Distinguished Service Order en tweemaal met het Military Cross (DSO, MC and Bar).
- Bernard Henry Ellis, commandant bij de Royal Naval Volunteer Reserve werd onderscheiden met de Distinguished Service Order en de Distinguished Service Medal (DSO, DSM).
- Henry Moore, luitenant-kolonel bij het Royal Army Medical Corps; Frederick Joseph Morley, majoor bij het Dorsetshire Regiment en Hugh McMaster, majoor bij de Royal Field Artillery werden onderscheiden met de Distinguished Service Order en het Military Cross. (DSO, MC).
- Cameron Lamb, kapitein bij het Border Regiment werd onderscheiden met de Distinguished Service Order (DSO). Hij rust in een privaat graf.
- William Reginald Minton, kwartiermeester bij de Royal Horse Artillery werd onderscheiden met de Meritorious Service Medal (MSM).
- er liggen 12 militairen die werden onderscheiden met de Distinguished Conduct Medal (DCM).
- er liggen 32 militairen die werden onderscheiden met de Military Medal (MM). Sergeant Walter Neale, korporaal Middleton Wilde en soldaat Robert Vallance verkregen deze onderscheiding tweemaal (MM and Bar).

### Minderjarige militairen
- Henry Edward H. Brouse, kanonnier bij de Canadian Field Artillery was 15 jaar toen hij op 10 december 1917 sneuvelde.
- de soldaten E. Williams, James Sagar, Roland Thomas Whitehorn, Wilfred Maurice Nunn, Donald Alexander Martin, Joseph Bertram, Herbert Charles Blunt, Stanley Edwin Carr, Richard Gilbert, Duncan Hope en korporaal F. Squires waren 17 jaar toen ze sneuvelden.

### Aliassen
Er liggen 19 militairen die onder een alias dienst deden.